# Solenopotes
Solenopotes ist eine Gattung blutsaugender Tierläuse, deren Vertreter vor allem Wiederkäuer, die Mehrzahl Hirsche, befallen. Augen und Augenhöcker sind nicht ausgebildet, der Saugrüssel ist kurz. Das Abdomen hat keine Paratergalplatten. Das erste Beinpaar ist kürzer als die beiden anderen, jedes Bein endet mit einer kräftigen Kralle. Von der Gattung Linognathus unterscheidet sich Solenopotes durch die seitlich am Abdomen abstehenden, sklerotisierten Zapfen und das Vorhandensein einer deutlichen Sternalplatte.
| Art                     | Wirt                                   | Quelle |
| ----------------------- | -------------------------------------- | ------ |
| Solenopotes binipilosus | Weißwedelhirsch, Maultierhirsch        | [ 1 ]  |
| Solenopotes burmeisteri | Rothirsch, Sikahirsch                  | [ 1 ]  |
| Solenopotes capillatus  | Rinder                                 | [ 1 ]  |
| Solenopotes capreoli    | Reh                                    | [ 1 ]  |
| Solenopotes ferrisi     | Wapiti                                 | [ 1 ]  |
| Solenopotes hologastrus | Streifengnu, Rotfüßiges Sonnenhörnchen | [ 2 ]  |
| Solenopotes muntiacus   | Muntjaks                               | [ 1 ]  |
| Solenopotes natalensis  | Steinböckchen, Sharpe-Greisbock        | [ 2 ]  |
| Solenopotes tarandi     | Ren                                    | [ 1 ]  |